# Quelques veuves de Noirmoutier
Pour plus de détails, voir Fiche technique et Distribution.
Quelques veuves de Noirmoutier est un  documentaire français réalisé par Agnès Varda dans le prolongement de l'exposition L'île et elle, conçue par la cinéaste à la Fondation Cartier à Paris, et sorti en 2006.
L'installation Les veuves de Noirmoutier présentait diverses femmes filmées par Agnès Varda, jeunes ou vieilles, ayant en commun leur veuvage et leur résidence dans l'île de Noirmoutier. Le film, au titre nuancé par l'adjonction de l'adjectif Quelques, est un montage de ces rencontres à la fois simples et mélancoliques, qui s'achève sur un plan muet de Varda elle-même sur la plage, veuve parmi les veuves.
« À part leur état social qui inspire le respect, on n'a pas souvent étudié comment les femmes vivent leur veuvage », explique Agnès Varda. « Elles sont souvent - je dirais presque toujours - définies par leur rapport au mort qui était leur mari. Mon projet était de m'approcher de quelques veuves de l'île, de les écouter, de les filmer au cours de rencontres et que chacune témoigne de ses émotions, de ses sentiments ou de ses souvenirs. Pourquoi dans cette île ? Parce que Jacques Demy et moi nous y allions depuis 1962. Nous y avons notre maison de famille, face à la mer. J'y connais beaucoup de gens et maintenant j'y suis veuve depuis quatorze ans... »

## Fiche technique
- Titre : Quelques veuves de Noirmoutier
- Réalisation : Agnès Varda
- Photographie : Éric Gautier
- Montage : Agnès Varda, Baptiste Filloux et Jean-Baptiste Morin
- Musique : Ami Flammer
- Production : Ciné Tamaris
- Pays :  France
- Durée : 69 minutes
- Date de sortie : France - 3 octobre 2006

## Distribution
- Joséphine Fradet
- Marie-Dominique Le Moing-Nollet
- Jeanne Ganachaud
- Christiane Boucherau
- Huguette Hamoudi
- Alice Thibaud
- Thérèse Cosson
- Odette Adrien
- Jeannine Vegnant
- Geneviève Ploquin
- Martine Auguereau
- Agnès Horaud
- Inès Allorant
- Hélène Brunet
- Annick Perodeau
- Nicole Viaud
- Agnès Varda